# Cartographie dynamique
La cartographie dynamique est un processus automatisé de construction, de représentation et de manipulation de cartes géographiques ou informationnelles.
Ce processus s'appuie sur un référentiel de données (base de données, résultat de moteur de recherche, ...) pour offrir des représentations graphiques (des cartes) et interactives des données extraites.
L'automatisation permet de construire l'ensemble des cartes possibles à partir d'un référentiel quelconque sans intervention humaine.
L'interactivité permet à l'humain de modifier la carte représentée (ajout ou suppression d’informations, zoom…) ou de basculer vers une autre carte.